# 錫子剛
錫子剛，京劇琴師，尤工京劇三弦和京劇嗩吶（彈京劇三弦的琴師還要兼吹京劇嗩吶）。
跟譚鑫培合作多年，非常密切，譚鑫培劇組樂隊往往都是他彈京劇三弦（又叫做弦子）。
被人稱做「弦子聖手」（章詒和《伶人往事》曾引用）。
他的學生有楊寶忠（做過馬連良、言菊朋、楊寶森等的琴師）和王瑞芝（做過言菊朋、余叔岩、孟小冬、譚富英等的琴師）等，言菊朋的老師陳彥衡（精通譚派藝術，余叔言曾得陳指導）向他學了超過100首的嗩吶調（牌子）。